# Gnophos urmensis
Gnophos urmensis är en fjärilsart som beskrevs av Eugen Wehrli 1953. Gnophos urmensis ingår i släktet Gnophos och familjen mätare. Inga underarter finns listade i Catalogue of Life.